# Older
Older ist das dritte Studioalbum des britischen Sängers George Michael aus dem Jahr 1996.

## Entstehung und Veröffentlichung
Die Erstveröffentlichung von Older erfolgte am 6. Mai 1996 bei Virgin Records in Japan. Eine Woche später am 13. Mai 1996 erschien es in Europa. Das Album erschien in seiner Originalausführung als CD mit elf Titeln (Katalognummer: CDV2802). Am 24. November 1997 erschien eine „Special Edition“ mit der Bonus-EP Upper (Katalognummer: CDVX2802).
George Michael arbeitete mit Unterbrechungen drei Jahre an Older. Im November 1994 stellte George Michael einen neuen Song vor, Jesus to a Child. Das Lied war ein Tribut an seinen brasilianischen Freund Anselmo Feleppa, der im März 1993 gestorben war. Erst nachdem sich Michael von seinem alten Label getrennt hatte, konnte das Stück im Januar 1996 erscheinen. 
Getextet, komponiert und produziert wurden die Lieder vom Interpreten selbst, die meisten von ihm alleine, lediglich bei den beiden Liedern Fastlove und Spinning the Wheel erhielt er durch Koautoren und Produzenten Unterstützung.

## Titelliste
1. Jesus to a Child – 6:51 (George Michael)
2. Fastlove (George Michael, Jon Douglas) – 5:24
3. Older – 5:33 (George Michael)
4. Spinning the Wheel (George Michael, Jon Douglas) – 6:21
5. It Doesn’t Really Matter – 4:50 (George Michael)
6. The Strangest Thing – 6:01 (George Michael)
7. To Be Forgiven – 5:21 (George Michael)
8. Move On – 4:45 (George Michael)
9. Star People – 5:16 (George Michael)
10. You Have Been Loved (George Michael, David Austin) – 5:30
11. Free – 3:00 (George Michael)

## Mitwirkende
- George Michael: Bass, Gesang, Keyboard, Perkussion, Programmierung, Schlagzeug
- Hugh Burns, Danny Jacob, Alan Ross, John Themis: Gitarre
- David Austin, Chris Cameron, David Clews, Jon Douglas: Keyboard
- Chris Cameron – Streicher
- Jo – Begleitgesang
- David Clayton, Pete Gleadall, Steve McNichol: Programmierung
- Stuart Brooks, John Thirkell: Flügelhorn, Trompete
- Chris Davis, Andy Hamilton, Phillip Smith: Saxophon
- Fayyaz Virji: Trombone
- Steve Sidwell: Trompete

## Singleauskopplungen
| Jahr | Titel                            | Höchstplatzierung, Gesamtwochen, AuszeichnungChartplatzierungen (Jahr, Titel, , Platzierungen, Wochen, Auszeichnungen, Anmerkungen) | Höchstplatzierung, Gesamtwochen, AuszeichnungChartplatzierungen (Jahr, Titel, , Platzierungen, Wochen, Auszeichnungen, Anmerkungen) | Höchstplatzierung, Gesamtwochen, AuszeichnungChartplatzierungen (Jahr, Titel, , Platzierungen, Wochen, Auszeichnungen, Anmerkungen) | Höchstplatzierung, Gesamtwochen, AuszeichnungChartplatzierungen (Jahr, Titel, , Platzierungen, Wochen, Auszeichnungen, Anmerkungen) | Höchstplatzierung, Gesamtwochen, AuszeichnungChartplatzierungen (Jahr, Titel, , Platzierungen, Wochen, Auszeichnungen, Anmerkungen) | Anmerkungen                                                |
| Jahr | Titel                            | DE | AT | CH | UK | US | Anmerkungen                                                |
| ---- | -------------------------------- | --- | --- | --- | --- | --- | ---------------------------------------------------------- |
| 1996 | Jesus to a Child                 | DE12 (16 Wo.)DE | AT11 (11 Wo.)AT | CH4 (16 Wo.)CH | UK1 Gold · (17 Wo.)UK | US7 Gold · (14 Wo.)US | Erstveröffentlichung: 2. Januar 1996 Verkäufe: + 1.215.000 |
| 1996 | Fastlove                         | DE25 (23 Wo.)DE | AT13 (12 Wo.)AT | CH13 (19 Wo.)CH | UK1 Platin · (17 Wo.)UK | US8 Gold · (19 Wo.)US | Erstveröffentlichung: 4. April 1996 Verkäufe: + 1.300.000  |
| 1996 | Spinning the Wheel               | DE67 (9 Wo.)DE | AT29 (4 Wo.)AT | CH24 (6 Wo.)CH | UK2 Silber · (12 Wo.)UK | — | Erstveröffentlichung: 14. August 1996 Verkäufe: + 200.000  |
| 1997 | Older / I Can’t Make You Love Me | — | — | — | UK3 Silber (Older) + Silber (I Can’t Make You Love Me) · (9 Wo.)UK                                                                  | — | Erstveröffentlichung: 20. Januar 1997 Verkäufe: + 400.000  |
| 1997 | Star People ’97                  | DE64 (9 Wo.)DE | AT37 (2 Wo.)AT | CH28 (7 Wo.)CH | UK2 Silber · (13 Wo.)UK | — | Erstveröffentlichung: 18. März 1997 Verkäufe: + 200.000    |
| 1997 | You Have Been Loved              | — | — | — | UK2 Silber · (8 Wo.)UK | — | Erstveröffentlichung: 6. Oktober 1997 Verkäufe: + 200.000  |

## Rezensionen
AllMusic kritisierte, dass sogar Fastlove der „sorgenfreie Funken“ frühere Platten fehlt. Zwar gehörten einige Balladen zu seinen besten Stücken. Die Melodien seien aber manchmal nicht überzeugend genug.

## Kommerzieller Erfolg

### Chartplatzierungen
| ChartsChartplatzierungen       | Höchstplatzierung | Wochen |
| ------------------------------ | ----------------- | ------ |
| Deutschland (GfK)              | 3 (58 Wo.)        | 58     |
| Österreich (Ö3)                | 1 (33 Wo.)        | 33     |
| Schweiz (IFPI)                 | 2 (29 Wo.)        | 29     |
| Vereinigte Staaten (Billboard) | 6 (24 Wo.)        | 24     |
| Vereinigtes Königreich (OCC)   | 1 (122 Wo.)       | 122    |

| ChartsJahrescharts (1996)    | Platzierung |
| ---------------------------- | ----------- |
| Deutschland (GfK)            | 19          |
| Österreich (Ö3)              | 14          |
| Schweiz (IFPI)               | 11          |
| Vereinigtes Königreich (OCC) | 5           |

| ChartsJahrescharts (1997)    | Platzierung |
| ---------------------------- | ----------- |
| Deutschland (GfK)            | 89          |
| Vereinigtes Königreich (OCC) | 13          |

### Auszeichnungen für Musikverkäufe
Das Album verkaufte sich Quellen zufolge über zwölf Millionen Mal weltweit, davon sind über sieben Millionen mit Schallplattenauszeichnungen belegt.
| Land/Region                  | Auszeichnungen für Musikverkäufe (Land/Region, Auszeichnung, Verkäufe) | Verkäufe    |
| ---------------------------- | ---------------------------------------------------------------------- | ----------- |
| Argentinien (CAPIF)          | Gold                                                                   | 30.000      |
| Australien (ARIA)            | 2× Platin                                                              | 140.000     |
| Belgien (BRMA)               | Platin                                                                 | (50.000)    |
| Brasilien (PMB)              | Gold                                                                   | 100.000     |
| Chile (IFPI)                 | Platin                                                                 | 25.000      |
| Dänemark (IFPI)              | 7× Platin                                                              | (140.000)   |
| Deutschland (BVMI)           | Platin                                                                 | (500.000)   |
| Europa (IFPI)                | 5× Platin                                                              | 5.000.000   |
| Frankreich (SNEP)            | Platin                                                                 | (300.000)   |
| Hongkong (IFPI/HKRIA)        | 2× Platin                                                              | 40.000      |
| Irland (IRMA)                | 2× Platin                                                              | (30.000)    |
| Italien (FIMI)               | Platin                                                                 | (100.000)   |
| Japan (RIAJ)                 | Platin                                                                 | 200.000     |
| Kanada (MC)                  | 2× Platin                                                              | 200.000     |
| Malaysia (RIM)               | Gold                                                                   | 25.000      |
| Neuseeland (RMNZ)            | 2× Platin                                                              | 30.000      |
| Niederlande (NVPI)           | Platin                                                                 | (100.000)   |
| Norwegen (IFPI)              | Platin                                                                 | (50.000)    |
| Österreich (IFPI)            | Gold                                                                   | (25.000)    |
| Polen (ZPAV)                 | Platin                                                                 | (50.000)    |
| Schweden (IFPI)              | Gold                                                                   | (50.000)    |
| Schweiz (IFPI)               | Platin                                                                 | (50.000)    |
| Singapur (RIAS)              | Platin                                                                 | 15.000      |
| Spanien (Promusicae)         | 2× Platin                                                              | (200.000)   |
| Südafrika (RISA)             | Gold                                                                   | 25.000      |
| Südkorea (KMCA)              | Platin                                                                 | 30.000      |
| Taiwan (RIT)                 | 3× Platin                                                              | 150.000     |
| Vereinigte Staaten (RIAA)    | Platin                                                                 | 1.000.000   |
| Vereinigtes Königreich (BPI) | 6× Platin                                                              | (1.800.000) |
| Insgesamt                    | 6× Gold · 46× Platin ·                                                 | 7.010.000   |

Hauptartikel: George Michael/Auszeichnungen für Musikverkäufe